# Bordács Lajos (labdarúgó)
Bordács Lajos (Várpalota, 1946. október 8. –) labdarúgó, csatár.

## Pályafutása
1965 és 1973 között volt a Komlói Bányász labdarúgója volt. Az élvonalban 1965. szeptember 12-én mutatkozott be a Szegedi EAC ellen, ahol 2–2-es döntetlent született. 1970-ben tagja volt a magyar kupa-döntős csapatnak. Összesen 150 élvonalbeli bajnoki mérkőzésen lépett pályára és 20 gólt szerzett.

## Sikerei, díjai
- Magyar kupa (MNK)
  - döntős: 1970